# Treron aromaticus
Il piccione verde di Buru (Treron aromaticus J. F. Gmelin, 1789) è un uccello della famiglia dei Columbidi diffuso nelle isole Buru.